# Xenodermichthys nodulosus
Xenodermichthys nodulosus is een straalvinnige vissensoort uit de familie van gladkopvissen (Alepocephalidae). De wetenschappelijke naam van de soort is voor het eerst geldig gepubliceerd in 1878 door Günther.